# Pigotita
La pigotita és un mineral de la classe dels compostos orgànics.

## Característiques
La pigotita és una substància orgànica de fórmula química Al₄C₆H₅O10·13H₂O. Es tracta d'un compost orgànic que conté alumini, el qual es diu que està format per l'acció de la vegetació humida sobre el granit.
Segons la classificació de Nickel-Strunz, la pigotita pertany a «10.AC - Sals d'àcids orgànics: sals benzines» juntament amb els següents minerals: mel·lita i earlandita.

## Formació i jaciments
Se n'ha trobat pigotita a dues localitats de la Cornualla: a Piper's Hole, a Tresco (Saint Just), i a la cova Cripp's, a Treen (Illes Scilly). També en unes coves no especificades de Veneçuela.